# 16 Психеја
16 Психеја (лат. 16 Psyche) је астероид главног астероидног појаса са пречником од приближно 253,16 km.
Афел астероида је на удаљености од 3,327 астрономских јединица (АЈ) од Сунца, а перихел на 2,518 АЈ.
Ексцентрицитет орбите износи 0,138, инклинација (нагиб) орбите у односу на раван еклиптике 3,099 степени, а орбитални период износи 1825,461 дана (4,997 године).
Апсолутна магнитуда астероида је 5,90 а геометријски албедо 0,120.
Астероид је откривен 17. марта 1852. године.